# Hernan Pitocco
Hernan Pitocco é um famoso parapentista argentino, considerado um dos melhores pilotos de acrobacia do mundo na atualidade.
Ele é tricampeão argentino, e desde 2005 mantém-se entre os 3 melhores do ranking mundial. Em 2011 ficou com a 2ª posição. Recordista mundial de Acrobacia e de distância com parapente.